# Chuck Hoberman
Chuck Hoberman (né en 1956 à Cambridge (Massachusetts), États-Unis) est l'inventeur de jouets pliables ainsi que de différentes structures. Son invention la plus connue est la sphère d'Hoberman. Il a gagné le Chrysler Design Award (en) pour son innovation ainsi que pour ses designs en 1997 et il a été finaliste en 2000 pour le National Design Award (en) du Smithsonian Institution.

## Créations

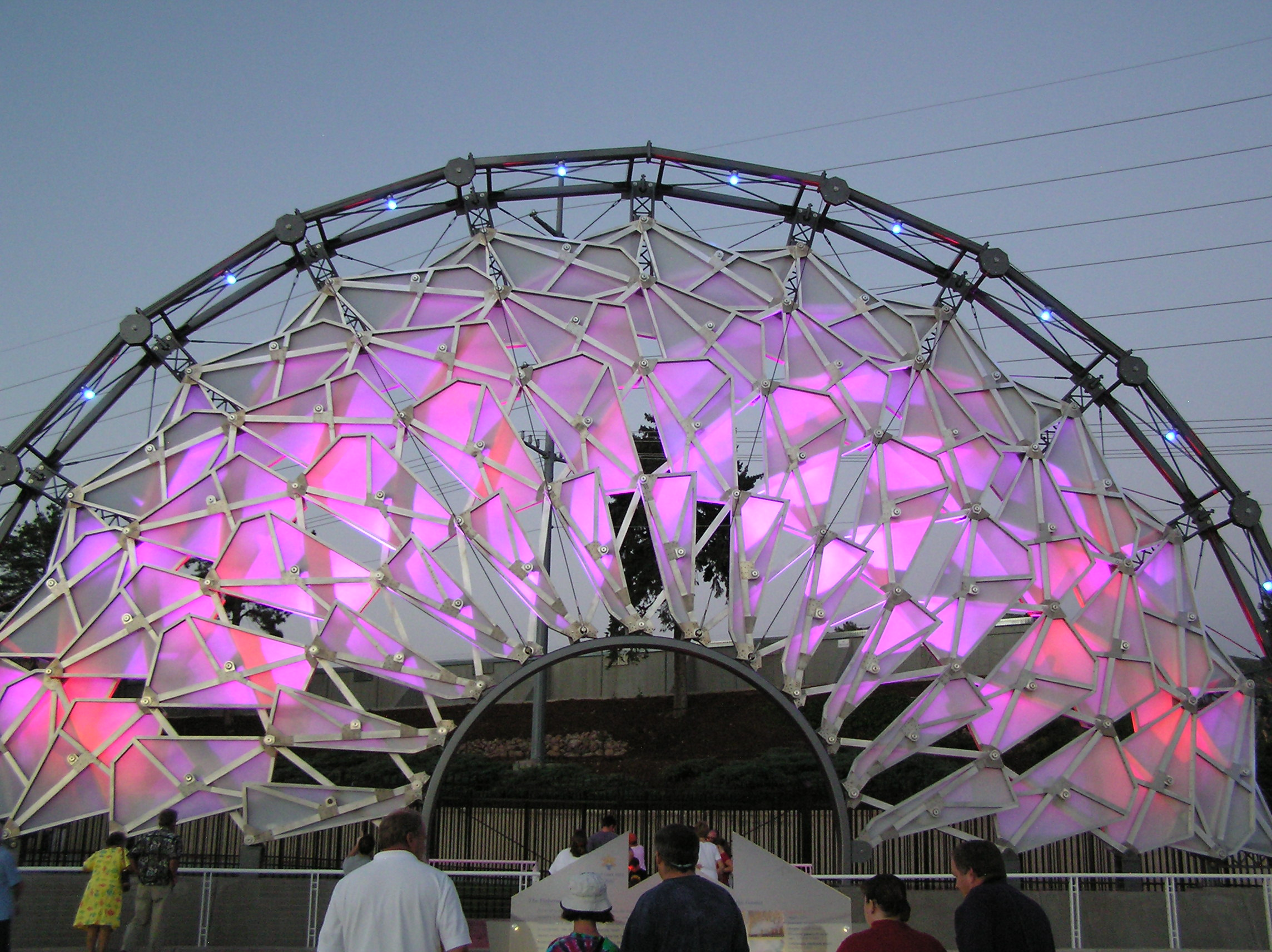
L', à l'Olympic Cauldron Park aux Jeux olympiques de Salt Lake City en 2002.

En plus de la sphère d'Hoberman, Hoberman a créé d'autre jouet tel que le BrainTwist, un tétraèdre en plastique dur parsemé d'étoiles qui se plie tout en ayant des composants qui effectuent des rotations semblables à celui du cube Rubik. Il a également créé le Pocket Flight Ring, un anneau qui se lance comme un chakram.
Hoberman a aussi créé l'Expandagon Construction System, une sorte de jeu de construction.

## Architecture
Hoberman a aussi conçu des structures architecturales pliables comme l'Expanding Hyper (1997) exposé au California Museum of Science and Industry, l'arche Hoberman (en), la pièce centrale de la place des médailles pour les Jeux olympiques de Salt Lake City en 2002, et le dôme rétractable qui a été mis en vedette lors de l'Exposition universelle de 2000 à Hanovre en Allemagne. Son œuvre a été exposée dans plusieurs musées tels que le Museum of Modern Art de New York, le Centre national d'art et de culture Georges-Pompidou à Paris et la Bay de Mycal Otaru à Hokkaidō au Japon.

## Éducation
Hoberman a étudié les Arts libéraux à la Brown University, a obtenu un baccalauréat en art en sculpture de la Cooper Union et une maîtrise en ingénierie de l'université Columbia.

## Entreprise
En 1990 il fonde la Hoberman Associates. En 1995, il cofonde Hoberman Designs avec sa femme et partenaire d'entreprise Carolyn Hoberman.

## Expositions
- Projects 45: Chuck Hoberman, MoMA, New York (1994)
- Living Form, The Building Centre, Londres (2011)
- Archéologie du numérique, Centre canadien d'architecture, Montréal (2013)
- L’enfant bâtisseur, Centre canadien d'architecture, Montréal (2016)
- 10° – Chuck Hoberman, Wyss Institute, Cambridge, Massachusetts (2017)